# Горский, Андрей Петрович

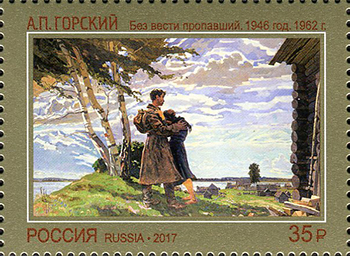
Почтовая марка России, 2017 год

Андрей Петрович Горский (17 апреля 1926, Москва — 22 сентября 2015, там же) — советский и российский художник, заслуженный художник РСФСР (1982), народный художник Российской Федерации (1996).

## Биография
Родился в семье доктора медицины Горского Петра Андреевича.
С 1936 года занимался в изостудии Дома культуры Бауманского района (педагоги М. А. Смирнов и В. Н. Руцай). В 1939 г. поступает во 2-й класс Московской средней художественной школы (МСХШ) при Государственном художественном институте имени В. И. Сурикова.
С началом Великой Отечественной войны находился в эвакуации в г. Молотове, а затем в селе Воскресенском Башкирской АССР, куда была эвакуирована МСХШ.
В 1942 году вернулся в Москву, вёл занятия в студии в Доме пионеров Красногвардейского района. В 1943—1946 гг. — учёба в МСХШ.
В 1952 году с отличием окончил Московский государственный художественный институт, которому было присвоено имя В. И. Сурикова; выпускная работа — серия композиций на тему оперы М. П. Мусоргского «Хованщина», 7 композиций из которой экспонировались на выставке в залах Академии художеств СССР. Работал в деревне Проскурниково (ст. Привалова в районе Каширы).
В 1951 г. был принят в Московское Товарищество Художников (МТХ). С 1956 г. — член Союза художников СССР по секции живописи.
В 1982 году  присвоено почётного звания «Заслуженный художник РСФСР».
В 1984 г. — персональная выставка в залах СХ СССР в Москве и Ленинграде. В 1990 г. — участие в выставке советской живописи в Париже под эгидой ЮНЕСКО. В 1997 г. — участник выставок в ЦДХ, посвященных 850-летию Москвы.
В 2002 г. — в составе инициативной группы художников выступил с инициативой постройки храма преподобного Андрея Рублёва в Городке художников.
Похоронен на Миусском кладбище.
Супруга — художник Екатерина Чернышёва (1935—2022), сын — художник Николай Чернышёв-Горский (род. 1964).